# Alexiidae
De Alexiidae zijn een familie van kevers (Coleoptera) in de onderorde Polyphaga. Het typegeslacht van de familienaam is Alexia Stephens, 1833, een junior synoniem van Sphaerosoma Samouelle, 1819, het enige geslacht dat in de familie wordt geplaatst.
De enige, in Nederland waargenomen soort uit deze familie is Sphaerosoma pilosum.

## Geslachten
- Sphaerosoma Samouelle, 1819
  - = Alexia Stephens, 1833